# Juan Marón
Juan Marón (en idioma siríaco: ܣܘܪܝܝܐ; en árabe: يوحنا مارون, Yūḥanā Mārūn; latín: Joannes Maro) (Sirmaniyah o Sarmín, Siria, 628 - monasterio de Mar Marun, Bkerke o en Kfarhy, Líbano, 707) fue un monje siríaco y el primer patriarca maronita. Es venerado como santo por la Iglesia maronita y diversas confesiones  cristianas como la Iglesia católica universal, y se conmemora el 2 de marzo. Murió y fue enterrado en Kfarhy, cerca de Batroun, en el Líbano, donde se le dedica un santuario.
Jérôme Labourt escribe en la Enciclopedia Católica que la «existencia misma de Juan Marón es extremadamente dudosa... si existió en absoluto, fue como un simple monje». El teólogo francés Eusèbe Renaudot también tenía dudas sobre su existencia. Otros estudios han evaluado que Juan Marón existió y sirvió como patriarca maronita en la época en que las invasiones del emperador bizantino Justiniano II fueron rechazadas y el pueblo maronita obtuvo un mayor grado de independencia política.

## Biografía

### Primeros años de vida
La historia maronita anterior al siglo XVI es problemática ya que muchos puntos son oscuros. Según fuentes maronitas, nació en Sarum, un pueblo ubicado al sur de la ciudad de Antioquía. Era hijo de Agatón y Anohamia. Se le llamó Juan el Sarumita ya que su padre era gobernador de Sarum. Su abuelo paterno, el príncipe Alidipas, era sobrino de Carlomán, un príncipe franco, y gobernaba Antioquía. Se educó en Antioquía y en el Monasterio de San Marón, junto al Orontes, estudiando matemáticas, ciencias, filosofía, teología, filología y escritura. Se convirtió en monje en el monasterio, agregando el nombre de Marón al suyo.
Estudió griego y patrología en Constantinopla. De regreso a San Marón, escribió sobre temas tan diversos como la enseñanza, la retórica, los sacramentos, la gestión de los bienes de la Iglesia, las técnicas legislativas y la liturgia. Compuso la Plegaria Eucarística que todavía lleva su nombre. Como joven sacerdote se involucró en debates ecuménicos con los monofisitas. Conocido como maestro y predicador, explicó la doctrina del Concilio de Calcedonia (que se centró en la naturaleza de Jesús como Dios y humano), escribió una serie de cartas a los fieles contra el monofisismo que luego adoptó Beit-Marón, después de lo cual supuestamente viajó a Siria para explicar la herejía.

### El primer patriarca maronita
El patriarca de Antioquía, Anastasio II, fue martirizado en 609.
Fue nombrado obispo en 676 y asignado al monte Líbano con la misión de predicar y luchar contra las herejías. Consiguió que los actuales maronitas siguieran unidos a la Iglesia, en un momento en que los musulmanes habían invadido el país y ganaban adeptos. Viajó por la región predicando, atendiendo a necesidades y luchando.
Los maronitas constituían el grueso del ejército maradita, que protegía al Imperio Romano de Oriente contra la expansión árabe. Con la guerra bizantino-sasánida en curso y el malestar general en el área, Constantinopla comenzó a nombrar una serie de patriarcas titulares.
Las fuentes maronitas fechan su elección en 685, año en que los maraditas utilizaron su influencia para hacer que Marón fuera escogido patriarca de Antioquia y de todo Oriente. Con la aprobación del papa Sergio I, se convirtió en el primer patriarca maronita de la sede de Antioquia, la más antigua de la cristiandad.
El emperador bizantino Justiniano II no se mostró de acuerdo, ya que temía un incremento de la influencia maradita y él mismo había propuesto a otro candidato, Juan el Patriarca. Envió, pues, un ejército para luchar contra los maraditas y capturarle. Los bizantinos conquistaron Antioquía, destruyeron el monasterio de San Marón y mataron a quinientos monjes. Juan Marón logró escapar al Líbano.
El ejército maradita, comandado por Ibrahim, su sobrino, derrotó a los bizantinos. Marón fundó en el Líbano el monasterio de Ras Marun (cabeza de Marón) en Kfarhy, y trasladó allí su sede episcopal. Los maraditas mismos se separaron de la iglesia bizantina y se fundó, así, la identidad religiosa maronita, que se mantuvo unida a la Iglesia católica.

## Obras
Las obras de Juan Marón están escritas en idioma siríaco:
- En la fe
- Preguntas a los monofisitas